# Биения
Бие́ния — явление, возникающее при наложении двух периодических колебаний, например, гармонических, близких по частоте, выражающееся в периодическом уменьшении и увеличении амплитуды суммарного сигнала. Частота изменения амплитуды суммарного сигнала (частота биения) равна модулю разности частот исходных сигналов.

## Описание
Биения возникают от того, что один из двух сигналов линейно во времени отстаёт от другого по фазе, и, в те моменты, когда колебания происходят синфазно, суммарный сигнал оказывается максимален, а в те моменты, когда два сигнала оказываются в противофазе, они взаимно гасят друг друга. Эти моменты периодически сменяют друг друга по мере того, как нарастает отставание.
Математически это может быть рассмотрено на примере сложения двух колебаний с одинаковыми амплитудами.
{\displaystyle x(t)=x_{0}(\cos \omega _{1}t+\cos \omega _{2}t)=}
{\displaystyle =2x_{0}\cos \left({\frac {\omega _{1}-\omega _{2}}{2}}t\right)\cdot \cos \left({\frac {\omega _{1}+\omega _{2}}{2}}t\right)=}
{\displaystyle =A(t)\cdot \cos \left({\frac {\omega _{1}+\omega _{2}}{2}}t\right).}
Можно считать, что колебания с частотами ω1 и ω2 заменены колебанием {\displaystyle \cos \left({\frac {\omega _{1}+\omega _{2}}{2}}t\right)} с частотой, равной их среднему арифметическому {\displaystyle {\frac {\omega _{1}+\omega _{2}}{2}},} причём амплитуда этого колебания медленно, с частотой {\displaystyle {\frac {\omega _{1}-\omega _{2}}{2}}}, меняется от +2x0 до −2x0. Зависимость амплитуды биений от времени выражается как
{\displaystyle A(t)=2x_{0}\cos \left({\frac {\omega _{1}-\omega _{2}}{2}}t\right).}
Это низкочастотное колебание является огибающей высокочастотного колебания. Поскольку модуль огибающей меняется от нуля до максимума дважды за период, частота биений равна удвоенной частоте огибающей {\displaystyle 2\cdot {\frac {\omega _{1}-\omega _{2}}{2}}=\omega _{1}-\omega _{2},} то есть разности частот исходных сигналов.

## Применение
Эффект биений используют для сравнения частот двух источников сигналов с целью подстройки одного источника (регулируемого) под частоту другого (эталонного). В процессе подстройки частоту регулируемого источника изменяют таким образом, чтобы период биений увеличивался, до тех пор, пока биения не исчезнут, это будет означать, что частоты совпадают.
Настройка музыкального инструмента по камертону, другому инструменту или электронному тюнеру. В первом и втором случаях музыкант (настройщик) улавливает колебания громкости суммарного звука (от инструмента и камертона или эталонного инструмента) непосредственно ухом. В третьем случае сравнение частот происходит с помощью электроники.
Если частота инструмента незначительно отличается от частоты камертона, то слышно, что звук пульсирует — это и есть биения. Струну для настройки в унисон с камертоном нужно подтягивать или ослаблять так, чтобы частота биений уменьшалась. При совпадении высоты звука с эталонным биения полностью исчезают. Биения звука также можно услышать при игре на музыкальных инструментах, например пианино или гитаре, когда различной высоты звуки создают интервалы и многозвучия (аккорды).
В современных аккордеонах и баянах (где нажатие на кнопку или клавишу открывает воздушный клапан и извлекается звук соответствующей ноты одной высоты с помощью трёх металлических язычков, колеблющихся в потоке воздуха) два других язычка, при изготовлении инструмента, специально немного расстраивают по частоте относительно язычка, настроенного в унисон к ноте, чтобы получить характерное звучание инструмента, называемое разливом, образующееся в результате эффекта биений.
Измерение частоты гетеродинным методом — поскольку при этом используются высокие частоты, суммарный сигнал подаётся на диодный детектор, для выделения огибающей. Выделенные на диоде низкочастотные колебания подаются на индикаторное устройство — стрелочный прибор, лампочку или головные телефоны. При таком способе можно измерять частоты даже в несколько раз выше максимальной частоты гетеродина, так как благодаря нелинейному элементу — диоду, образуются гармонические составляющие, с частотами, кратными частоте гетеродина.
Эффект биений используется в электронике для вычитания частот сигналов. Например, в супергетеродинных радиоприёмниках биения между частотами гетеродина и принимаемого сигнала преобразуются в промежуточную частоту, сигнал которой далее усиливается.
Терменвокс
Принцип действия музыкального инструмента зиждется на биениях частоты двух высокочастотных генераторов, один с фиксированной частотой, другой имеет антенну и частота меняется в зависимости от положения руки исполнителя. разность частот попадает в слышимый диапазон.